# Sulfate de calcium
Le sulfate de calcium est un composé chimique minéral anhydre, solide de structure ionique , formé simplement d'un anion sulfate et d'un cation de calcium, de formule chimique CaSO4 et de masse molaire 136,14 g/mol. 
Il correspond en réalité le plus souvent à un corps minéral naturel, nommé anhydrite, typique des évaporites, assez abondant, quoique caché car il se dégrade en gonflant à l'eau, en engendrant en surface le plus souvent un composé dihydratée, CaSO4·2H2O,  minéral emblématique des roches évaporites, encore plus abondant, connu par les minéralogistes ou géologues sous le nom de « gypse ». Il peut aussi former le plus souvent par transformation thermique un corps minéral hémihydraté, CaSO4·1/2H2O, il s'agit de la bassanite ou plus communément un des composés majeurs du « plâtre », poudre blanche obtenue par cuisson du gypse et pilage.

## Description avec avertissement préalable
Le sulfate de calcium anhydre est l'objet de cette notice, même si les classements d'usage ou d'additifs mentionnent souvent globalement et vaguement la famille des sulfates de calcium. On distingue en effet trois sulfates de calcium :
- le sulfate de calcium anhydre, soit le minéral anhydrite ;
- le dihydrate de sulfate de calcium[3], soit le gypse sous sa forme naturelle ou l'albâtre, une variété compacte de gypse à microcristaux translucides ou blanchâtres ;
- l'hémihydrate de sulfate de calcium[4], soit le plâtre (plâtre de Paris) ou le minéral bassanite.

De même, il est aberrant de l'identifier au desséchant technique à base d'anhydrite soluble qu'est le drierite commercial. L'anhydrite soluble, poreuse, n'a pas la même structure.
Il apparaît dans les conditions habituelles du laboratoire sous forme d'un solide poudreux cristallin, incolore, blanc ou légèrement coloré, qui peut être défini par exemple comme le sel de calcium de l'acide sulfurique. Il existe néanmoins plusieurs formes polymorphiques, différentes de l'anhydrite de maille rhomboédrique, notamment des formes de maille triclinique, hexagonale ou monoclinique, caractérisées notamment par des densités et indices de réfraction de plus en plus faibles. La forme monoclinique la plus stable à hautes températures, fond à 1 450 °C.
L'anhydrite, difficile à obtenir en grands cristaux, est faiblement soluble dans l'eau pure, soit 0,298 g pour 100 g d'eau pure à 20 °C et 0,1619 g à 100 °C.
Mis en solution dans l'eau, le sulfate de calcium précipite provoquant la formation de gypse. 
Il est soluble dans les acides, ainsi que les solutions diluées des sels d'ammonium ou du peroxodisulfate de sodium.

## Stabilité thermostatique et thermodynamique, et morphologies
Par calcul d'énergie libre de formation, par exemple à partir de l'oxyde de calcium CaO et du trioxyde de soufre SO3, il est facile de montrer que le sulfate de calcium anhydre CaSO4 obtenu avec un maximum de gain d'énergie est très stable. L'existence de l'anhydrite naturelle en masse énorme, longtemps controversée par les anciens géologues, peut ainsi s'expliquer, en prenant en compte que ce dernier corps anhydre, très stable, est aussi peu soluble dans l'eau. 
Les particularités allotropiques, c'est-à-dire les multiples morphologies possibles de l'anhydrite, mais aussi celles des multiples corps hydratés CaSO4. x H2O , avec x = 1/2, 2 ou x encore non défini, signalant des traces ε ou en teneurs intermédiaires, voire ceux des corps hydratés ou non, associés à divers cations alcalins, peuvent être rendues plausibles par cette thermo-stabilité inédite, à défaut d'être entièrement expliquées.

## Usages
C'est à la fois un pigment et une charge minérale, connus de la plus haute Antiquité, mais maintenant de nombreux autres usages se sont répandus.
Il s'agit sous le nom générique de "sulfate de calcium" le plus souvent de gypse moulu.

### Dans la peinture
Il est utilisé notamment comme fond, préparations de support, un primaire aussi appelé apprêt (bois, toile, etc.) que l'on nomme gesso. Il est principalement utilisé par les Primitifs italiens. 
Il sert aussi de pigment en étant...[Quoi ?]

### Dans l'industrie des liants minéraux et matériaux de construction
Les dérivés diversement moins hydratés de ce dernier minéral sont les composants principaux dans les plâtres chirurgicaux, mortier, ciment.
Dans les matériaux de construction, il est très utilisé. C'est par exemple :
- les plaques de plâtre pur ou plaques composites en couches avec des isolants contre-collés
- les plâtres avec des charges intégrées (cellulose, des sables plus ou moins fins pour les mortiers, des additifs chimiques plastifiant par exemple pour les mortiers colle le MAP, etc.),
- les carreaux,
- les chapes fluides à faible retrait.

Ce sulfate de calcium présente l'avantage dans la forme hydratée employée en construction d'être un matériau économique, écologique, recyclable, et ayant un comportement au feu très retardateur de flamme.

### Dans la pharmacie
Le sulfate de calcium joue le rôle de charges dans les produits pharmaceutiques (comprimés, excipient inerte).
Il est également présent dans certains cosmétiques, dentifrices et autres pâtes.

### En médecine et chirurgie reconstructrice
Des implants de plâtre de paris, stérilisé, contenant des antibiotiques à large spectre peuvent être introduit dans l'os infecté (Comblement de cavités induites par une ostéite ou une ostéomyélite) pour en faciliter la guérison par une antibiothérapie locale,,. Le plâtre libère d'abord une forte dose d'antibiotique, puis une dose de fond susceptible de tuer des microbes préoccupants tels que le staphylocoque doré.
On a aussi testé le plâtre parmi d'autres matériaux comme source de médicaments de chimiothérapie.
Des corsets orthopédiques ou instruments plâtrés ont été utilisés (sans intervention chirurgicale) pour traiter certaines déformations congénitales et acquises de membres ou de la colonne vertébrale.
Enfin, depuis le XIXe siècle, des bandages de plâtre sont utilisés pour le traitement des fractures. À la fin du XXe siècle des résines (plus légères et solides) tendent à remplacer le plâtre.

### Dans les engrais
Il est utilisé comme engrais source de calcium assimilable dans l'industrie des fourrages.

### Dans l'alimentaire
E516 est listé comme agent de traitement des farines, séquestrant, affermissant et stabilisant, il existe des limites de dosages au niveau de la FDA américaine, mais ce n'est pas le cas dans l'Union européenne, où il est référencé quantum satis.
Il est régulièrement utilisé, avec le chlorure de magnésium, dans la préparation de tofu.
C'est également un support d'additifs, auquel cas sa mention avec les ingrédients est omise.
À ce jour, dans l'Union européenne comme aux États-Unis, cet additif est autorisé dans la filière d'alimentation biologique (sulfate de calcium d'extraction minière aux États-Unis, support d'additifs dans l'U.E.)

## Autres liens